# Tännassilma
Tännassilma är en ort i Estland. Den ligger i Põlva kommun och landskapet Põlvamaa, i den sydöstra delen av landet, 200 km sydost om huvudstaden Tallinn. Tännassilma ligger 83 meter över havet och antalet invånare är 207.
Terrängen runt Tännassilma är platt. Runt Tännassilma är det glesbefolkat, med 13 invånare per kvadratkilometer. Närmaste större samhälle är Põlva, 4,4 km nordost om Tännassilma. Trakten runt Tännassilma består till största delen av jordbruksmark.